# Щербаков, Альберт Николаевич
Альберт Николаевич Щербаков (27 мая 1976) — российский футболист, выступавший на позиции защитника. Сыграл 20 матчей в высшей лиге России.

## Биография
Воспитанник московской СДЮСШОР № 63 «Смена», первый тренер — В. Балашов. На взрослом уровне начал выступать в 18-летнем возрасте в составе дубля московского «Асмарала» в третьей лиге, а на следующий сезон выступал за взрослую команду «Смены». В 1996 году перешёл в новосибирский «Чкаловец» и по итогам сезона вылетел вместе с командой из первой лиги во вторую.
Летом 1998 года перешёл в «Шинник». Дебютный матч в высшем дивизионе сыграл 1 августа 1998 года против новороссийского «Черноморца». Всего в составе ярославского клуба сыграл 20 матчей в высшем дивизионе — 5 в первом сезоне и 15 — во втором, а также один матч в Кубке России против своей бывшей команды «Чкаловец». После ухода из «Шинника» в течение года не играл на профессиональном уровне.
В 2001 году вернулся в «Чкаловец», в его составе провёл следующие четыре сезона. В 2004 году стал победителем зонального турнира второго дивизиона. Всего за новосибирский клуб сыграл 128 матчей и забил 7 голов. В возрасте 28 лет завершил спортивную карьеру.
После окончания карьеры живёт в Новосибирске. Окончил Новосибирский государственный педагогический университет с квалификацией «педагог по физической культуре». Работает тренером СДЮСШОР «Заря» (Новосибирск) и детской футбольной школы «Центр».